# はっぱ64
『はっぱ64』（はっぱろくじゅうし）は、山本直樹の青年漫画。小学館「ビッグコミックスピリッツ」にて1986年6月16日号より連載された。単行本は全3巻（小学館ビッグコミックス）。

## 内容
主人公の全田巽と、双子の姉妹である海野諸葉、海野一葉らの繰り広げるラブコメディ。

## 登場人物
全田巽本編の主人公。父親が倒れたため、東京の大学を中退して地元北海道に戻り、家業の全田葬祭を継いだ。
海野一葉巽の恋人。諸葉とは双子の姉妹。東京の大学に残ったため、巽との関係が危うくなっていく。処女。
海野諸葉一葉の双子姉妹。巽をあきらめたはずが、巽が戻ってきたために親密になっていき、体の関係を結ぶ。

## 単行本
1. 恋人はセミダブル?　ISBN 4091812910
2. セコハン・ラブ　ISBN 4091812929
3. グッド・ラック　ISBN 4091812937